# Фесиков, Василий Георгиевич
Васи́лий Гео́ргиевич Фе́сиков (род. 9 августа 1965, Талды-Курган) — российский волейболист, тренер высшей категории по волейболу. Мастер спорта СССР, волейбольный функционер. 

## Биография
В 1985—1989 годах учился в Государственном институте физической культуры имени П. Ф. Лесгафта (ГДОИФК имени П. Ф. Лесгафта).
В 1999—2009 годах — старший тренер ВК «Нефтяник» (Ярославль). Работая в Ярославе, дружил семьями с Сергеем Овчинниковым.
В 2009—2012 годах — директор СДЮСШОР по волейболу Александра Савина в Обнинске.
С 2012 года — главный тренер ВК «СДЮШОР-Локомотив» (Новосибирск).

### Семья
- Жена — волейболистка[3].
- Сын — Сергей Васильевич Фесиков (р. 1989), российский пловец, ЗМС член сборной России по плаванию 2004 по настоящее время
- Дочь — Екатерина Васильевна Фесикова (1996 г.р.) член сборной России 2011-2013 г. КМС по фитнес аэробике

### Интервью
- Интервью главного тренера «СДЮШОР-Локомотив» Василия Фесикова о подготовке к сезону // Пресс-служба ВК «Локомотив». — 31 августа 2012 года.